# Joseph Martin-Paschoud
Pour les articles homonymes, voir Martin et Paschoud.
Joseph Martin-Paschoud, né le 14 octobre 1802 à Nîmes et mort le 25 mai 1873 à Les Loges-en-Josas est un pasteur français protestant libéral.

## Biographie
Joseph-Étienne Martin naît à Nîmes dans une famille protestante pratiquante. Il est le fils de Jean Martin, négociant et de Marie Touret. En 1819, il entre à la Faculté de théologie protestante de Montauban, puis en 1820 à l'Université de Genève. Il épouse Adeline Paschoud, fille d'un libraire de Genève, le 27 septembre 1826 et accole son patronyme au sien. En 1827, il soutient son mémoire à la faculté de théologie protestante de Strasbourg, intitulée De l’esclavage ancien et des causes de sa cessation. Il y est reçu pasteur le 8 avril 1827. 
Il est pasteur sept mois en 1828 à Luneray (Seine-Maritime) puis est nommé à Lyon, au temple du Change, avec son ancien camarade de classe le pasteur Adolphe Monod.
Le 5 février 1837, il devient pasteur au temple protestant de l'Oratoire du Louvre à Paris, à la suite de Jean Monod. Malade, il est soutenu par le pasteur suffragant Athanase Josué Coquerel (fils).
En 1853, il fonde l'organisation œcuménique L'Alliance chrétienne universelle, qui inspire plus tard les fondateurs de l'Alliance israélite universelle. Il est en 1867 un des fondateurs de la Ligue internationale et permanente pour la paix. En 1840, il fonde la revue Le Disciple de Jésus-Christ, qu'il dirige jusqu'à sa mort (avec Eugène Haag entre 1861 et 1863).
Protestant libéral, il doit subir avec Athanase Coquerel des menaces d'exclusion de la part du Consistoire à partir de 1864. En 1866, le Consistoire tente en vain de le mettre à la retraite, mais il garde son poste. En 1868, il est élu président du Conseil presbytéral de l’Église réformée de Paris.